# Sérgio (patrício)
Sérgio (em grego medieval: Σέργιος; romaniz.: Sérgios; em latim: Sergius) foi um oficial bizantino do século VIII, ativo durante o reinado do imperador Leão III, o Isáurio (r. 717–741).

## Vida

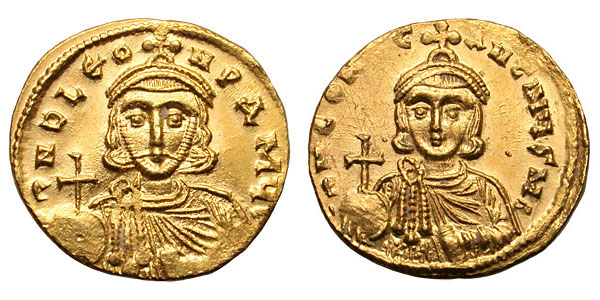
Soldo de r. e r.

Quando foi citado, é descrito como patrício e estratego da Sicília. Aparece entre 730 e 732, quando vários enviados do papa Gregório III para Constantinopla foram detidos por Sérgio na Sicília por oito meses ou mais. Não se sabe se esse estratego pode ou não ser associado ao estratego siciliano homônimo.